# Podaga
Podaga je zapadnoslavenski bog kojeg navodi Helmold u djelu Chronica Slavorum kao demona u zemlji Plön.